# Bulbophyllum laoticum
Bulbophyllum laoticum là một loài phong lan thuộc chi Bulbophyllum.